# Germaine Beaulieu
Pour les articles homonymes, voir Beaulieu.
Germaine Beaulieu est  poète, photographe, romancière et psychologue née en 1949 à Laval.

## Biographie
Germaine Beaulieu vit à Montréal depuis 1966. En assistant à une lecture de poésie de poètes grecs, qui lisaient des textes au sujet de la dictature des colonels en Grèce, en 1969, à l'Université Concordia, elle a saisi la force et le pouvoir des mots. Nicole Brossard l'a ensuite encouragée à écrire.
Elle est la cofondatrice, aux côtés d'Hélène Lépine, du comité Femmes du Centre québécois du P.E.N,.
Elle était aussi psychologue en pratique privée pendant plusieurs années à Outremont (maintenant retraitée).

### Écriture et photographie
Elle publie son premier livre de poésie en 1977 et elle compte aujourd'hui une vingtaine de publications. Elle a écrit le roman Sortie d’elle (s) mutante ainsi que dix-huit recueils de poèmes dont Repères du silence (2013), Miroir du levant (2011) et Derrière la nuit (2021) qui traitent tous trois du deuil et de l'appréhension de la mort. Elle fait également paraître une série de cartes postales illustrant des poèmes de son recueil De l’Absence à volonté (1996).
Germaine Beaulieu est aussi photographe. Douze de ses photographies accompagnent d'ailleurs son livre de poésie Aires sans distance (1988). Une exposition de photos/poèmes intitulée "Voix d'écho", constituée de trente-sept photos, chacune liée à un poème tiré de son livre Trois voix l'écho (2000), a été tenue dans différentes villes du Québec à l’occasion du Festival international de poésie de Trois-Rivières (2000). Plusieurs de ses textes sont parus dans diverses revues littéraires notamment: Exit, Arcade, Estuaire, La Nouvelle Barre du jour. Certains poèmes traduits en anglais ont aussi été publiés dans la revue Dandelion.
Selon l'Infocentre littéraire des écrivains québécois, « On observe à travers l’œuvre de Germaine Beaulieu une préoccupation constante pour les thèmes de l’existence, du réel, de l’amour, de la sensualité, de l’absence et de l’absolu ainsi qu’une volonté constante d’exploration ».

## Œuvre

### Poésie
- Envoie ta foudre jusqu'à la mort, Abracadabra, poésie, Montréal, Editions de la Pleine Lune, 1977, 96 p.
- Archives distraites, poésie, Trois-Rivières, Écrits des Forges, 1984, 64 p.,  (ISBN 2890460614)
- Textures en textes, poésie, Saint-Lambert, Editions du Noroît, 1986, 80 p.,  (ISBN 2890181324)
- Aires sans distance, poésie, Saint-Lambert, Editions du Noroît, (avec douze photographies de l'auteure), 1988, 80 p.,  (ISBN 2890181677)
- Réelle distante, poésie, Trois-Rivières, Écrits des Forges. 1991, 88 p.,  (ISBN 289046203X)
- Voie lactée, poésie, Trois-Rivières, Écrits des Forges. 1991, 64 p.,  (ISBN 2890462331)
- De L’Absence à volonté, poésie, Trois-Rivières, coédition: Écrits des Forges/Proverbe (Paris). 1996, 140 p.,  (ISBN 2-89046-391-5)
- Série de douze cartes postales/ poèmes, Trois-Rivières, Écrits des Forges, 1996.
- Entre deux gorgées de mer, poésie, Trois-Rivières, Écrits des Forges, 1998, 105 p.,  (ISBN 2-89046-463-6)
- Trois voix l’écho, poésie, Trois-Rivières, Écrits des Forges, 2000, 96 p.,  (ISBN 2-89046-576-4)
- Ailleurs au même instant, poésie, Trois-Rivières, Écrits des Forges, 2002, 108 p.,  (ISBN 2-89046-720-1)
- D’acier de parfum de chair, poésie, Trois-Rivières, Écrits des Forges, 2005, 93 p.,  (ISBN 2-89046-909-3)
- Avant la fin le temps, poésie, Trois-Rivières, coédition: Écrits des Forges/Éditions Henry (France), 2008, 92 p.,  (ISBN 978-2-89645-073-2)
- Miroir du levant, poésie, Trois-Rivières, Écrits des Forges, 2011, 108 p.,  (ISBN 978-2-89645-183-8)
- Repères du silence, poésie, Montréal, coll. L'Appel des mots, L’Hexagone, 2013, 120 p.,  (ISBN 9782896480463)
- Matière crue, poésie, Trois-Rivieres, Écrits des Forges, 2016, 107 p.,  (ISBN 9782896453269)
- Empreintes, poésie, Trois-Rivières, Écrits des Forges, 2020, 82 p.,  (ISBN 9782896453924)
- Derrière la nuit, Trois-Rivières, Écrits des Forges, 2021, 118 p.,  (ISBN 9782896454051)

### Romans
- Sortie d'elle (s) mutante, roman, Montréal, Editions Quinze. 1980. Collection "Réelles". Réédition, Montréal, Ed. Herbes rouges, Montréal, Québec, Canada, 1987, 116 p.,  (ISBN 2920051334)

## Prix et honneurs
- 2015 : En lice pour le Prix de poésie des collégiens pour Repères du silence[8]